# كوجي (منصب)
الكوجي ‎ (باليابانية : 公家) و تعني رجل البلاط وهو عبارة عن منصب ياباني يخص الطبقة الأرستقراطية الذي سيطر علي الحكم الامبراطوري في كيوتو .  و حمل منصب الكوجي أهمية كبيرة منذ إنشاء كيوتو كعاصمة للدولة خلال فترة هييان في أواخر القرن الثامن حتى ظهور كاماكورا شوغونيت في القرن الثاني عشر، وفي ذلك الوقت طغى عليها البوشي . و ظلت وظيفة الكوجي أو الحاشية الإمبراطورية ضعيفة حتّى عصر استعادة ميجي ، عندما اندمجوا مع الدايميو، واستعادوا بعض مكانتهم في هذه العملية، وشكلوا كازوكو ( النبلاء ) ، والتي استمرت حتى فترة وجيزة بعد الحرب العالمية الثانية (1947) ، عندما تم إلغاء نظام النبلاء الياباني. على الرغم من أنه لم يعد هناك وضع رسمي، إلا أن أفراد عائلات الكوجي ظلون مؤثرين في المجتمع والحكومة والصناعة اليابانية حتّى في عصرنا الحالي . 

## تاريخ
كلمة كوجي اليابانية مشتقة من الكلمة الصينية الوسطي 公家 كو وانج -كي والتي تعني بالعربية "العائلة المالكة أو العائلى الحاكمة ") و تعني في الأصل الطبقة الحاكمة من الإمبراطور ورجال البلاط والحاشية . تغير معنى الكلمة بمرور الوقت لتعيين البيروقراطيين في الحكم. خلال فترة هييان ، وفر السلام والاستقرار النسبيان الحرية للطبقة النبيلة لمتابعة الاهتمامات الثقافية، وأصبح الكوجي قادة ومُحسنين للفنون والثقافة في اليابان.  كان معظم الكوجي يقيمون في العاصمة كيوتو . 
في وقت لاحق في فترة كاماكورا (1185-1333)، وأصبحت الكوجي ومتناقض للـ بوكي (بيت المحاربين)، وهذا هو، الساموراي الذين أقسموا الولاء للـشوغن. في هذه المرحلة، بدأ استخدام مصطلح كوجي لوصف أولئك الذين عملوا في البلاط ؛ سواء من النبلاء الأرستقراطيين والعامة.
شكلت فئتين من الكوجي : دوجو ‎ (باليابانية : 堂上) أي النبلاء الذين جلسوا على الأرض مع الإمبراطور. و الكوجي : جيجي ‎ (باليابانية : 地下) الذين لم يتمكنوا من الجلوس مع الإمبراطور. على الرغم من أن الكوجي شملت هاتين الفئتين، إلا أن هذه الكلمة وصفت بشكل أساسي الدوجو، النبلاء.
كان يُطلق على أعلى المناصب في المحكمة اسم الكوجيو والتي تعني كبير رجال الإمبراطور وهو بمثابة منصب الوزير وكانت الأهلية مقصورة على أعضاء الكوجي دوجو خلال فترة إيدو، كان هناك حوالي 130 عائلة من الكوجي دوجو. وأصبح معظم الأعضاء بارزين من الكوجي يصبحون حكام ويمكن أن يصلوا إلي منصب الإمبراطور فيسهل عليهم السيطرة عليه ( و قد لقبوا بالسيسشو أو الكامباكو ). بينما اقتصرت مكاتب الدايجو -كان على أفراد عائلة فوجيوارا .
على الرغم من أنهم فقدوا معظم قوتهم السياسية، إلا أنهم حافظوا على ثقافة الحياة كرجال البلاط وحافظوا على تأثير ثقافي. على وجه الخصوص، بعد فترة سينغوكو فقدوا معظم ثرواتهم ولم يعودوا في وضع يسمح لهم بالعمل كرعاة للثقافة، لكنهم نقلوا معرفتهم كأساتذة في مجالات معينة مثل كتابة شعر واكا وعزف الآلات مثل البيوا، وكان لديهم تلاميذ بين الإقطاعيين وأحيانًا الأغنياء من عامة الناس. بصفتهم أساتذة في مجال معين، منح الكوجي تلاميذهم العديد من التراخيص التي تثبت أن التلاميذ قد تعلموا مجالًا معينًا وسمح لهم بالأداء في الأماكن العامة أو في بعض الأحيان لتعليم الآخرين. كان من المتوقع أن يدفع التلاميذ رسوماً لمعلميهم عن كل ترخيص صادر. خلال فترة إيدو، كان هذا مصدرًا مهمًا للدخل بالنسبة للكوغي .
في عام 1869 أثناء استعادة ميجي ، اندمجت الكوجي مع الدايميو لتشكيل مجموعة أرستقراطية واحدة تسمي بالـكازوكو .
من بين الآخرين المرتبطين بـالكوجي الكهنة البوذيين ورعاة ثقافة كيوتو والغييشا والممثلين.

## روابط خارجية
- السيوف المزخرفة للعائلة المالكة أو الكوجي (باليابانية)